# Howtel
Howtel är en ort i civil parish Kilham, i grevskapet Northumberland i England. Orten är belägen 8 km från Coldstream. Howtel var en civil parish 1866–1955 när det uppgick i Kilham. Civil parish hade 75 invånare år 1951.